# Oedipina stenopodia
Oedipina stenopodia es una especie de salamandras en la familia Plethodontidae.
Es endémica de Guatemala.
Su hábitat natural son los montanos húmedos tropicales o subtropicales, plantaciones y jardines rurales.